# Synopsidia tekkearia
Synopsidia tekkearia är en fjärilsart som beskrevs av Hugo Theodor Christoph 1883. Synopsidia tekkearia ingår i släktet Synopsidia och familjen mätare. Inga underarter finns listade i Catalogue of Life.